# Liste der Biografien/Bonc
Liste der Biografien |
Portal Biografien |
Personensuche
# |
A |
B |
C |
D |
E |
F |
G |
H |
I |
J |
K |
L |
M |
N |
O |
P |
Q |
R |
S |
T |
U |
V |
W |
X |
Y |
Z |
?
 
Ba |
Be |
Bd |
Bg |
Bh |
Bi |
Bj |
Bl |
Bm |
Bn |
Bo |
Br |
Bs |
Bu |
Bw |
By |
Bz
 
Boa–Boc |
Bod |
Boe |
Bof |
Bog |
Boh |
Boi–Bok |
Bol |
Bom |
Bon |
Boo |
Bop |
Boq |
Bor |
Bos |
Bot |
Bou |
Bov–Boz
 
Bona |
Bonc |
Bond |
Bone |
Bonf |
Bong |
Bonh |
Boni |
Bonj |
Bonk |
Bonl |
Bonm |
Bonn |
Bono |
Bonp |
Bonq |
Bonr |
Bons |
Bont |
Bonu |
Bonv |
Bonw |
Bonx |
Bony |
Bonz
Die Liste der Biografien führt alle Personen auf, die in der deutschsprachigen Wikipedia einen Artikel haben. Dieses ist eine Teilliste mit 19 Einträgen von Personen, deren Namen mit den Buchstaben „Bonc“ beginnt.

## Bonc

### Bonca
- Bonča, Valter (* 1968), slowenischer Radrennfahrer

### Bonch
- Bonchamps, Charles de (1760–1793), französischer Revolutionsgegner

### Bonci
- Bonci, Alessandro (1870–1940), italienischer Opernsänger (Tenor)
- Bonciari, Marco Antonio (1555–1616), italienischer Humanist der Renaissance
- Bončić-Katerinić, Jovanka (1887–1966), jugoslawische Architektin
- Bonciu, H. (1893–1950), rumänischer Lyriker und Prosaschriftsteller der rumänischen Avantgarde
- Bonciucov, Igor (* 1973), moldauischer Radrennfahrer

### Bonco
- Boncodin, Emilia (1955–2010), philippinische Politikerin
- Boncompagni, Baldassare (1821–1894), italienischer Mathematikhistoriker
- Boncompagni, Elio (1933–2019), italienischer Orchesterleiter und Dirigent sowie ehemaliger Generalmusikdirektor in Aachen
- Boncompagni, Filippo (1548–1586), italienischer Geistlicher und Kardinal
- Boncompagni, Francesco (1592–1641), Kardinal, Erzbischof von Neapel
- Boncompagni, Giacomo (1548–1612), italienischer FeudalherrGiacomo Boncompagni (1548–1612)

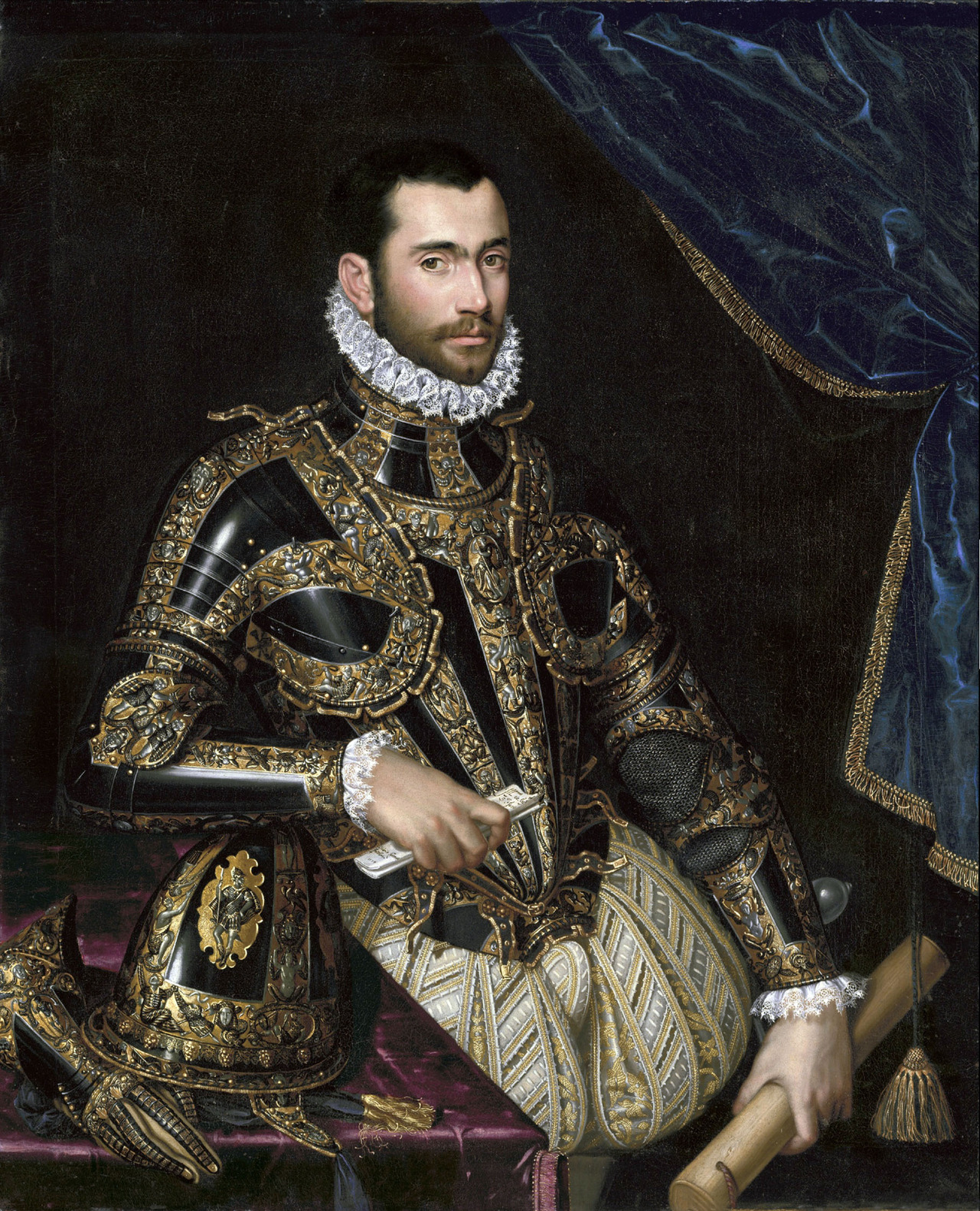
Giacomo Boncompagni (1548–1612)

- Boncompagni, Giacomo (1652–1731), italienischer Geistlicher, Erzbischof von Bologna und Kardinal der Römischen Kirche
- Boncompagni, Girolamo (1622–1684), Erzbischof und Kardinal der katholischen Kirche
- Boncompagni, Pierre (1913–1953), französischer Autorennfahrer
- Boncompagni-Ludovisi, Ignazio Gaetano (1743–1790), römisch-katholischer Kardinal
- Boncompagno da Signa, italienischer Gelehrter, Historiker und Philosoph

### Boncq
- Boncquet, Henri (1868–1908), belgischer Bildhauer